# Midtre Kobbholmen
 (février 2022).
Pour les articles homonymes, voir Kobbholmen.
Midtre Kobbholmen, aussi appelée Stuoratsuolu, est une petite île de Norvège située dans la commune de Sør-Varanger dans la mer de Barents. 

## Géographie
Située à la sortie du Kobbholmfjorden, un petit point de mouillage existe pour les petits bateaux, et uniquement par temps calme,.